# Lézignan-Corbières
Lézignan-Corbières – miejscowość i gmina we Francji, w regionie Oksytania, w departamencie Aude. Przez gminę przepływa rzeka Aude i Orbieu. 
Według danych na rok 1990 gminę zamieszkiwało 7881 osób, a gęstość zaludnienia wynosiła 209 osób/km² (wśród 1545 gmin Langwedocji-Roussillon Lézignan-Corbières plasuje się na 25. miejscu pod względem liczby ludności, natomiast pod względem powierzchni na miejscu 111.).

## Zabytki
Zabytki w miejscowości posiadające status Monument historique:
- kościół Saint-Félix (Église Saint-Félix)